# Älgtjärnen (Karlskoga socken, Värmland, söder om Våtsjön)
Älgtjärnen är en sjö i Karlskoga kommun i Värmland och ingår i Göta älvs huvudavrinningsområde. Sjön är 4,9 meter djup, har en yta på 0,0127 kvadratkilometer och befinner sig 165 meter över havet.